# Second Morning
Second Morning (セカンドモーニング) è il secondo album in studio del gruppo femminile giapponese Morning Musume, pubblicato nel 1999.

## Tracce
1. Night of Tokyo City – 4:11
2. Manatsu no Kōsen (Vacation Mix) (真夏の光線 (Vacation Mix)) – 5:06
3. Memory Seishun no Hikari (Memory 青春の光) – 5:05
4. Suki de x5 (好きで×5) – 4:37
5. Furusato (ふるさと) – 5:18
6. Daite Hold on Me! (N.Y.Mix) (抱いてHold on Me! (N.Y.Mix)) – 4:23
7. Papa ni Niteiru Kare (パパに似ている彼) – 4:42
8. Senkou Hanabi (せんこう花火) – 4:33
9. Koi no Shihatsu Ressha (Album Version) (恋の始発列車 (Album Version)) – 4:26
10. Otome no Shinrigaku (乙女の心理学) – 3:34
11. Never Forget (Large Vocal Mix) – 4:32
12. Da Di Du De Do Da Di! (ダディドゥデドダディ!) – 5:56